# ブルー・スミス
ブルー・スミス（Blue Smith、別名KANKAWA）は、ジャズ・オルガン・プレイヤー。渡米後、ジミー・スミスに師事。ハモンドオルガンの名器と言われる、B-3を使う有数のプレイヤーとしてニューヨークを中心に世界で活動している。
ビル・ラズウェル、Malik B.（The ROOTS）と言った、海外の著名クラブ・ミュージシャンや、DJ Kenseiを中心とする日本のクラブ・ミュージック・アーティストとのコラボレーションなど、ジャズという枠に収まらない音楽活動を続けている。

## アルバム
2008年12月には、以下の面々をフィチャーした2枚のアルバム『オルガンLOVE』『オルガンCLUB』をリリースした。
- DJ KAORI
- ORANGE RANGE
- GOING UNDER GROUND
- Skoop On Somebody
- ユラリ（Bahashishi）
- 村上てつや（ゴスペラーズ）
- MARU
- SIMON
- 田中知之（Fantastic Plasitc Machine）
- 松浦俊夫、DEXPISTOLS、DJ YAS、Malik B.（The ROOTS）
- Jeff Miyahara
- Phaze
- Como-Lee
- DJ Kensei
- Bill Laswell